# Nanotime
《Nanotime》은 대한민국의 음악인 김사랑의 두 번째 정규앨범이다. 데뷔 앨범과 마찬가지로 곡 작업을 본인이 담당했다.

## 수록곡
전체 작사·작곡: 김사랑
| #             | 제목                | 재생 시간 |
| ------------- | ------------------- | --------- |
| 1.            | 〈무죄〉            | 3:57      |
| 2.            | 〈웃어〉            | 0:56      |
| 3.            | 〈신의 이름으로〉   | 3:03      |
| 4.            | 〈Wack〉            | 0:18      |
| 5.            | 〈떠나〉            | 3:38      |
| 6.            | 〈D.M.A〉           | 0:51      |
| 7.            | 〈m-u=600x(d)〉     | 2:39      |
| 8.            | 〈snob〉            | 4:19      |
| 9.            | 〈A.D 10601〉       | 0:48      |
| 10.           | 〈2〉               | 3:45      |
| 11.           | 〈왜?〉             | 0:34      |
| 12.           | 〈나〉              | 3:31      |
| 13.           | 〈Run〉             | 0:56      |
| 14.           | 〈Never〉           | 4:15      |
| 15.           | 〈이룰 수 없는 꿈〉 | 1:35      |
| 16.           | 〈Good Night〉      | 4:29      |
| 총 재생 시간: | 총 재생 시간:       | 39:34     |

## 참여
이 목록은 해당 앨범의 부클릿 〈staff〉목록에서 발췌하였다.
- 김사랑 - 프로듀서
- 윤명선 - 이그제큐티브 프로듀서
- 정두석 - 녹음, 믹싱(2~4, 6~9, 11~13, 15, 16)
  - 최영희, 최영 - 보조
- 정두석, 이은정 - 프로 툴스
- 김국현 - 믹싱(1, 10)
- 임창덕 - 믹싱(5, 14)
- 전훈 - 마스터링
- 정보윤 - 스타일리스트
- 삭개오 - 아트 디렉터, 일러스트레이터
- 이진아 - 디자인
- 김명미 - 사진
- 성석윤 - 설치